# Websérie
Uma websérie ou webshow é uma série transmitida pela internet. Webséries estão disponíveis em plataformas como Netflix, YouTube, Newgrounds e o MySpace.
Scott Zakarin criou a primeira websérie em 1995, The Spot, financiada por anunciantes.[carece de fontes?]